# Tanjuang Aur Nan Xx
Tanjuang Aur Nan Xx is een bestuurslaag in het regentschap Padang van de provincie West-Sumatra, Indonesië. Tanjuang Aur Nan Xx telt 1428 inwoners (volkstelling 2010).